# Salome (Strauss)

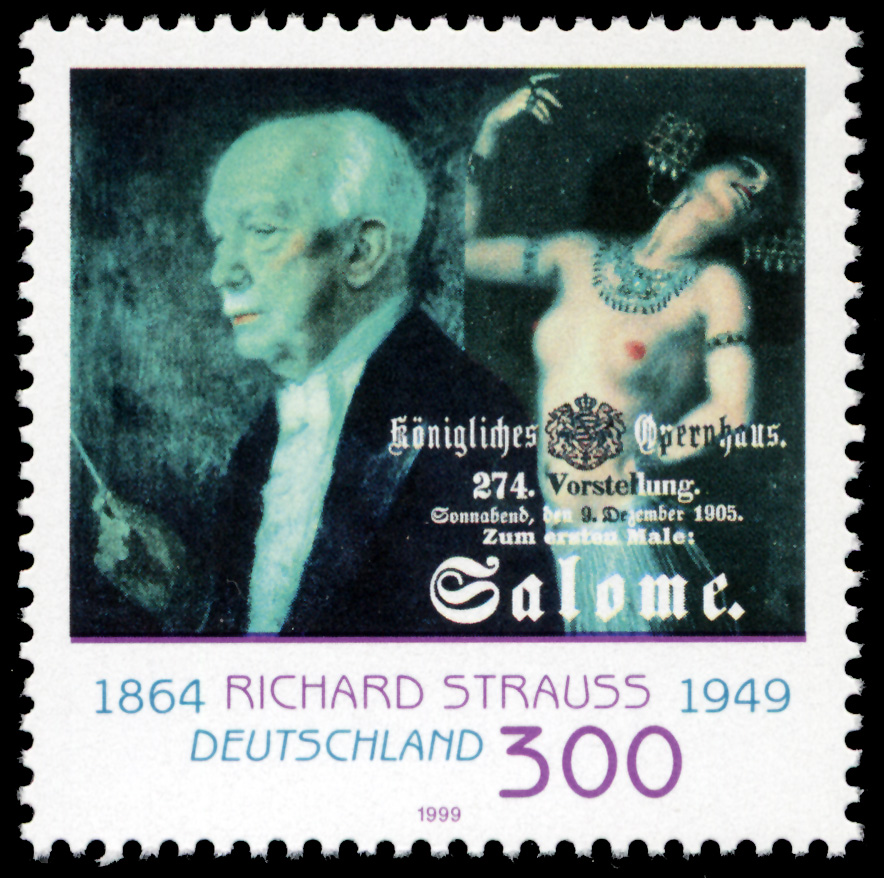
Německá poštovní známka s motivem Salome, 1999

Salome je opera Richarda Strausse o jednom jednání na libreto podle stejnojmenné divadelní hry Oscara Wilda z roku 1891, která velmi volně zpracovává biblické téma smrti Jana Křtitele. Premiéra proběhla v drážďanské Semperoper dne 9. prosince 1905. Gustav Mahler, tehdejší umělecký ředitel (Generalmusikdirektor) Vídeňské státní opery, chtěl uvést Salome ve Vídni, představení ale bylo z mravnostních důvodů zakázáno. V Metropolitní opeře v New Yorku byla opera uvedena 22. ledna 1907, představení ale skončilo skandálem a bylo staženo z programu. Roli Heroda v německé i americké premiéře zpíval český pěvec Karel Burian. Titulní roli zpívala v pařížské premiéře v roce 1907 Ema Destinnová.

## Hlavní role
| Herodes                 | tenor       |
| Narraboth, syrský voják | tenor       |
| Jochanaan               | baryton     |
| Salome                  | soprán      |
| Herodias                | mezzosoprán |

## Děj opery
Děj opery Salome se odehrává v paláci galilejského tetrarchy Heroda Antipy. Uvnitř probíhá slavnost na počest Herodových narozenin, zatímco venku, ve tmě, hlídky střeží cisternu, kde je na Herodův příkaz vězněn prorok Jochanaan. Tento asketický muž hlasitě kárá hříchy přítomných, zejména Heroda a jeho manželky Herodias. Jeho slova zneklidňují hosty i samotného vládce.
Princezna Salome, dcera Herodiady a nevlastní dcera Heroda, odchází ze slavnosti – znechucena hádkami a pohledy svého nevlastního otce, který ji chtivě sleduje. Venku ji zaujme síla hlasu proroka, jenž ze svého podzemního vězení neúnavně káže. Salome touží Jochanaana spatřit. Přes přísný zákaz nakonec přesvědčí mladého syrského velitele Narrabotha, jenž je do ní zamilovaný, aby jí proroka ukázal.
Když je Jochanaan vyveden z cisterny, Salome je fascinována jeho zjevem a přitažlivostí muže z pouště. Snaží se ho svést, nabízí mu svou lásku a opakovaně ho žádá o polibek. Jochanaan její výpady odmítá s náboženským znechucením a odpovídá jí pouze prorockými kletbami. Když Narraboth pochopí, že pro Salome nic neznamená, a je svědkem její posedlosti jiným mužem, v zoufalství si bere život. Jeho smrt Salome nevzruší – je cele pohlcena vášní k prorokovi, kterého nedokáže získat.

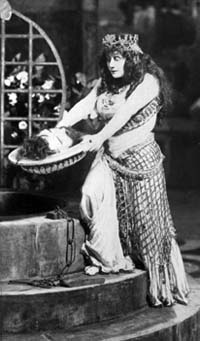
Olive Fremstad držící hlavu Jana Křtitele v inscenaci Salome Richarda Strausse v Metropolitní opeře v roce 1907

Do scény se vrací Herodes se svou manželkou. Herodes, fascinován Salominou krásou, ji prosí, aby pro něj zatančila. Salome odmítá, dokud jí Herodes neslíbí, že jí po tanci splní jakékoliv přání. Následně předvede proslulý tanec sedmi závojů – smyslný a provokativní výstup, který Heroda zcela uchvátí.
Když tanec skončí, Salome s chladnou rozhodností žádá za odměnu hlavu Jochanaana na stříbrném tácu. Herodes je jejím požadavkem otřesen a snaží se jí nabídnout cokoliv jiného – drahokamy, moc, postavení – ale Salome trvá na svém. Herodes neochotně rozkazuje popravu. Když kat přinese prorokovu uťatou hlavu, Salome ji vášnivě líbá, čímž naplňuje svou zvrácenou touhu a dává průchod své posedlosti.
Herodes, zděšen tímto činem a nechutí Salominy touhy, nařídí strážím, aby ji okamžitě zabili. Opera končí Salominou smrtí – krutou odplatou za její nenaplnitelnou touhu po zakázané lásce.